# Доробанць (комуна)
Доробанць, Доробанці (рум. Dorobanți) — комуна у повіті Арад в Румунії. До складу комуни входить єдине село Доробанць.
Комуна розташована на відстані 434 км на північний захід від Бухареста, 21 км на північ від Арада, 65 км на північ від Тімішоари.

## Населення
У 2009 році у комуні проживали 1650 осіб.